# Aktion Silberstreif
Die Aktion Silberstreif war die größte deutsche Propagandaoperation während des Zweiten Weltkrieges. Sie dauerte von Mai bis September 1943. Unter dem Einsatz von einer Milliarde Flugblätter sollten Rotarmisten massenhaft zum Überlaufen gebracht werden. Sie erwies sich als völliger Fehlschlag.

## Die Aktion
Der Kern der Kampagne bestand aus dem Flugblatt, das den „Grundsätzlichen Befehl Nr. 13“ des OKW abdruckte, der persönliche Sicherheit und gute Behandlung für die Überläufer versprach (Primärmotivation) sowie das Angebot in der Russischen Befreiungsarmee zu kämpfen (Sekundärmotivation).
Das Unternehmen umfasste die ganze Ostfront und begann in der Nacht vom 6. auf den 7. Mai mit dem schlagartigen Abwurf von 18 Millionen Flugblättern.
In einer Wirkungsanalyse vom 4. Juni 1943 wurde festgehalten:

„Unserer vermehrten Propaganda begegnet der Russe durch folgende Maßnahmen: täglich zwei Mal politischer Unterricht, niemand darf den ihm zugewiesenen Posten verlassen. Betreten der HKL nur aufgrund schriftlicher Genehmigung durch den Regiments-Kommandeur. Niemals Einzelposten, niemals Einzelmelder. Statt der früher üblichen Erschießungen für Aufbewahren von Flugblättern jetzt zehn Jahre Gefängnis, die in Frontbewährung umgewandelt werden.“

## Ergebnis
Bei der Heeresgruppe A und der Heeresgruppe Nord war überhaupt kein Ansteigen der Überläuferzahlen festzustellen. Im Juni liefen bei der Heeresgruppe Nord 235 Soldaten über. Bei der Heeresgruppe Mitte und der Heeresgruppe Süd kam es zwar durch das Unternehmen Zitadelle zu einer Verdoppelung der Zahl, aber sie blieben für eine Offensive im Vergleich zum Jahr 1942 ungewöhnlich niedrig. 2345 Soldaten liefen im Juli bei der Heeresgruppe Mitte über. 
Eine spezielle Operation gegen sowjetische Flieger („Überflieger-Propaganda“) über Rundfunk und spezielle Flugblattserien erreichte lediglich, dass 66 sowjetische Piloten überliefen.
In einem Bericht vom 26. August 1943 des Beauftragten des Ostministeriums beim Oberkommando der Heeresgruppe Süd O.W. Müller heißt es:

„Die Überläuferaktion (Unternehmen Silberstreif) hat nicht im entferntesten den gewünschten Erfolg gehabt.“